# فرودگاه آبی خلیج سالیوان
فرودگاه آبی خلیج سالیوان (به انگلیسی: Sullivan Bay Water Aerodrome) یک فرودگاه همگانی با کد یاتا YTG است که یک باند فرود آب دارد. این فرودگاه در کشور کانادا قرار دارد و در ارتفاع ۰ متری از سطح دریا واقع شده است.